# Мухаммад Хуссейн, Атиф
Атиф Камаль Мухаммад Хуссейн (араб. عاطف كمال محمد حسين‎; англ. Atif Kamal Muhammad Hussain; род. 29 июня 1960) — египетский и гуамский дзюдоист. Участник летних Олимпийских игр 1984 и 1992 годов, чемпион и серебряный призёр чемпионата Океании 1990 года.

## Биография
Атиф Мухаммад Хуссейн родился 29 июня 1960 года.
В 1984 году вошёл в состав сборной Египта на летних Олимпийских играх в Лос-Анджелесе. В весовой категории до 86 кг в первом раунде проиграл на 2-й минуте будущему бронзовому призёру Валтеру Кармоне из Бразилии.
Впоследствии сменил спортивное гражданство Египта на гуамское.
В 1990 году завоевал две медали на чемпионате Океании в Папеэте: золотую в весовой категории до 95 кг, серебряную в абсолютной весовой категории.
В 1991 году участвовал в чемпионате мира в Барселоне. В весовой категории до 95 кг проиграл в 1/16 финала Эрнесто Пересу из Испании.
В 1992 году вошёл в состав сборной Гуама на летних Олимпийских играх в Барселоне. В весовой категории до 95 кг в первом раунде проиграл на 3-й минуте будущему серебряному призёру Наое Огаве из Японии, в турнире надежды уступил Дональду Обвоге из Кении.